# Konfederacija Američkih Država
Konfederacija Američkih Država ili Konfederativne Američke Države (eng. Confederate States of America, akronimi: CSA, C.S. ili CS; hrv. KDA ili KAD), bila je međunarodno nepriznata konfederacija koju je 8. veljače 1861. godine osnovalo šest od sveukupno sedam južnjačkih robovlasničkih država koje su proglasile svoje odcjepljenje od Sjedinjenih Američkih Država. Konfederacija je kao svoje zemlje članice proglasila one države koje su službeno proglasile svoje odcjepljenje, dvije dodatne države upitnog stajališta te jedan novi teritorij. Separatisti su smatrali da je Ustav SAD-a bio isključivo ugovor kojeg je svaka država mogla ignorirati bez prethodnih konzultacija. S druge strane, SAD (Unija) je smatrao odcjepljenje u potpunosti ilegalnim. Američki građanski rat započeo je 1861. godine napadom na Fort Sumter, utvrdu Unije koja se nalazila na teritoriju Konfederacije. Do 1865. godine, nakon vrlo teških bitaka, u većini slučajeva vođenih na području Konfederacije, Konfederacija je poražena. Niti jedna strana država svijeta nikada službeno nije priznala samostalnost Konfederacije, iako su joj neke priznale status zaraćene strane.
Ustavom Konfederacije kojeg je potpisalo sedam država članica (Južna Karolina, Mississippi, Florida, Alabama, Georgia, Louisiana i Teksas) označeno je ustrojstvo "trajne savezne vlade" u gradu Montgomery (država Alabama) godine 1861. Nakon što je tadašnji predsjednik SAD-a Abraham Lincoln pozvao vojne snage iz Virginije, Arkansasa, Tennesseeja i Sjeverne Karoline kako bi se ponovno zauzela utvrda Sumter i ostala savezna područja koja su u međuvremenu bila pod okupacijom, te četiri države također su proglasile svoje odcjepljenje od SAD-a (Unije). Države Missouri i Kentucky također su bile dijelom Konfederacije zbog partizanskih frakcija koje su u to vrijeme imale snažan utjecaj u navedenim državama. Na strani Konfederacije našlo se i "Pet civiliziranih plemena" (indijanska plemena koja su sačinjavali Cherokee, Chickasaw, Choctaw, Creek i Seminole) te novostečeni Konfederativni teritorij Arizone. Pokušaji odcjepljenja države Maryland zaustavljeni su zbog tamošnjeg izvanrednog stanja dok država Delaware, premda podijeljena u mišljenju oko odcjepljenja, isto nije niti pokušala. Vlada Unije u zapadnom području države Virginia osnovala je novu državu i nazvala je Zapadnom Virginijom koja je u Uniju primljena 20. lipnja 1863. godine. Sjedište vlade Konfederacije nalazilo se u gradu Richmond (država Virginia), a imalo je nestabilan odnos s ostalim državama članicama prvenstveno zbog problema koji su se javljali oko kontrole ljudskih resursa premda je Jug mobilizirao gotovo cjelokupnu mušku bjelačku populaciju za potrebe rata.
Tijekom građanskog rata zbog uspješnih vojnih operacija Unije, kontrola Konfederacije nad svojim teritorijima naglo je opadala kao i njezina populacija stanovništva (sa 73 % na 34 %). Također joj je slabila i kontrola nad unutarnjih vodenim tokovima na Jugu, a kompletna južnjačka obala nalazila se u pomorskoj blokadi. Sve to stvorilo je nesavladivi problem u ljudstvu, zalihama i financijama. Javna potpora tadašnjem predsjedniku Konfederacije Jeffersonu Davisu i njegovoj administraciji s vremenom je jenjavala uz učestalo dezerterstvo, gospodarski tešku situaciju i optužbe o aristokratskoj vladavini. Nakon četiri godine ratovanja grad Richmond pao je u travnju 1865. godine i ubrzo nakon toga glavni general Konfederacije Robert E. Lee predao se generalu Ulyssesu S. Grantu zbog čega je Konfederacija službeno propala. Sam Predsjednik Davis uhićen je 10. svibnja 1865. godine u gradu Irwinvilleu (država Georgia). Četiri godine kasnije, američki vrhovni sud donio je odluku kojom je odcjepljenje proglašeno nezakonitim te proglasio da Konfederacija nikada zakonito nije postojala.
Američki Kongres započeo je desetljeće dug proces oporavka (danas poznat po nazivom Rekonstrukcija) kojeg mnogi znanstvenici smatraju produžetkom građanskog rata. Proces rekonstrukcije trajao je tijekom kompletnog Lincolnovog mandata, ali i kroz mandate kasnijih predsjednika Andrewa Johnsona i Granta. Tijekom tog razdoblja doneseni su 13. amandman o oslobađanju robova, 14. amandman kojim se američkim građanima daje dvojno državljanstvo te 15. amandman koji građanima svih država omogućava pravo glasanja. Zbog vojnih akcija rat je Jug ostavio gospodarski devastiranim, uništene infrastrukture i s iscrpljenim resursima. Gotovo cjelokupno područje nekadašnje Konfederacije ostalo je daleko ispod razine nacionalnih razvoja ostatka zemlje sve do poslije Drugog svjetskog rata.

## Povijest
Konfederaciju su tijekom konvencije u Montgomeryju u veljači 1861. godine osnovali državni izaslanici poslani iz sedam država SAD-a. Nakon Lincolnove inauguracije četiri dodatne pogranične države postale su zastupljene, a u konačnici još su se dvije države i dva nova teritorija pridružila Kongresu Konfederacije, sve u skladu s njihovim separatističkim rezolucijama. Vlada je postojala od proljeća 1861. do proljeća 1865. godine, dakle tijekom trajanja Američkog građanskog rata kojeg je započela upravo Konfederacija napadom na utvrdu Sumter.
Mnogi bijelci s juga smatrali su sami sebe više Južnjacima nego Amerikancima te su bili spremni boriti se za svoju državu i svoju regiju kako bi iste postale nezavisne od ostatka nacije. Regionalizam je uskoro prerastao u južnjački nacionalizam, tzv. "Povod" (eng. Cause). Tijekom cijelog svog postojanja Konfederacija se nalazila u ratu. "Južnjački povod" nadmašio je ideologiju prava država, politike carine ili unutarnjeg uređenja. Bio je temeljen na stilu života, vrijednostima i sustavu vjerovanja. Južnjački "životni stil" postao je svet njegovim građanima. Sve na Jugu postalo je moralno pitanje, kompletna ljubav bila je usmjerena na sve što je južnjačko dok se sve što je pripadalo Jenkijima (Sjevernjacima) mrzilo. Kako se rat približavao, nisu se raspale samo nacionalne političke stranke već su se podijelile i nacionalne crkve te vlastite obitelji koje su svoje članove imale u različitim državama.
U niti jednoj državi bijelci nisu bili jednoglasni. Postojala je manjina na jugu koja je podržavala Uniju pogotovo u današnjoj Zapadnoj Virginiji kao i u istočnom Tennesseeju. Južno od linije Mason-Dixon glasačka potpora za tri pro-unionistička kandidata 1860. godine varirala je od 37 % na Floridi do čak 71 % u državi Missouri. Rat koji je uslijedio neki znanstvenici proglasili su američkom tragedijom, ratom braće: "Brat protiv brata, otac protiv sina, poznanik protiv vlastitog rođaka."

### Revolucija razjedinjenja
Separatisti u južnjačkim robovlasničkim državama koji su odbijali ostati u državi za koju su vjerovali da ih pretvara u drugorazredne građane osnovali su Konfederaciju Američkih Država. Glavne razloge za ovakvo mišljenje pronašli su u sve većem jačanju abolicionista kao i u anti-ropskom pokretu u Republikanskoj stranci za koju su smatrali da ih konstantno vrijeđa, "ponižava i degradira". "Crni republikanci" (kako su ih južnjaci zvali) i njihovi saveznici sada su prijetili da postanu većina u Zastupničkom domu SAD-a, Senatu i u samom kabinetu Predsjednika. Na Vrhovnom sudu, glavni sudac Roger B. Taney (za kojeg se i danas vjeruje da je podupirao robovlasništvo) već je tada imao 83 godine i učestalo obolijevao.
Tijekom predsjedničkih kampanja 1860. godine separatisti su prijetili razjedinjenjem u slučaju da Abraham Lincoln bude izabran, a među onima čiji se glas najviše čuo bio je William L. Yancey. Yancey je putovao sjeverom zemlje i pozivao ljude na odcjepljenje dok je Stephen A. Douglas putovao jugom i zagovarao Uniju u slučaju Lincolnove pobjede. Separatistima je namjera Republikanske stranke bila jasna: potpuna eliminacija ili zabrana ropstva. Lincolnova pobjeda natjerala ih je na instantno djelovanje čak i prije same inauguracije: "Unija bez ropstva ili ropstvo bez Unije."

#### Razlozi odcjepljenja
Do 1860. godine regionalne nesuglasice između Sjevera i Juga primarno su se vodile oko očuvanja ili proširivanja ropstva. Povjesničar Drew Gilpin Faust napisao je da su "vođe pokreta odcjepljenja kroz čitavi Jug isticali ropstvo kao najjači razlog za južnjačku nezavisnost." Iako se na prvi pogled čini čudnim, činjenica je da premda većina južnjačkih bijelaca nije imala robove svejedno su podupirali ropstvo. Vjeruje se da je razlog tome što se nisu htjeli osjećati kao da su na dnu društvenog poretka. Pored pitanja ropstva postojali su i drugi razlozi spora između Sjevera i Juga, a koji su uključivali slobodu govora, odbjegle robove, proširenje na Kubu te prava država. Pobjeda Republikanske stranke i izbor Abrahama Lincolna za novog Predsjednika SAD-a bila je ključna iskra koja je potaknula odcjepljenje. Povjesničar/stručnjak za građanski rat James M. McPherson je napisao:
Tijekom onoga što će kasnije postati poznato pod nazivom Cornerstone Speech, potpredsjednik Konfederacije Alexander Stephens izjavio je da se "kamen temeljac" (eng. cornerstone) nove vlade "temelji na velikoj istini da osoba crne boje kože nije jednaka osobi bijele boje kože; da je ropstvo – podčinjeno superiornoj rasi -–potpuno prirodno i normalno stanje. Naša nova vlada prva je u povijesti svijeta koja svoje postojanje temelji na ovoj velikoj fizičkoj, filozofskoj i moralnoj istini." Kasnije će, međutim, Stephens pokušati obrazložiti navedeno braneći se vlastitom nespremnošću za govor, učestalom upotrebom metafora prilikom govora te izjavama da nikad nije doslovno mislio da "temelji nove vlade počivaju na izrečenom."
Države koje se nalaze duboko u južnom području današnjeg SAD-a – Južna Karolina, Mississippi, Georgia i Teksas – službeno su objavile svoje odcjepljenje, a svaka je od njih identificirala prijetnju pravu robovlasnika kao glavni razlog (ili jedan od glavnih razloga) samog odcjepljenja. Uz to država Georgia je kao razlog navela i generalnu saveznu politiku kojom se više favoriziraju gospodarski interesi Sjevera nego Juga. S druge strane, država Teksas u svojoj službenoj deklaraciji o odcjepljenju spomenula je robovlasništvo 21 put, ali također navela i neuspjeh savezne vlade da održi svoja obećanja iz originalnog sporazuma o aneksiji o zaštiti doseljenika na zapadnu granicu.
U proklamaciji o odcjepljenju države Teksas također stoji: 

#### Inauguracija i reakcije
Nakon prvih održanih državnih konvencija na Jugu poslani su njihovi predstavnici na konvenciju u Montgomeryju (Alabama) dana 4. veljače 1861. godine. Upravo tamo su doneseni temeljni dokumenti vlade i etablirana je privremena vlada.
Novim privremenim predsjednikom Konfederacije izabran je Jefferson Davis koji je, iako je ranije inzistirao na odugovlačenju odcjepljenja sve dok se kompletni Jug ne ujedini, svejedno pozvao sto tisuća muškaraca iz vojnih postrojenja raznih država da stanu u obranu novoosnovane države. Ranije je John B. Floyd, bivši Ministar rata pod predsjednikom Jamesom Buchananom, prebacio vojne trupe južno od sjevernjačkih vojnih utvrda. Kako bi uštedjeli na troškovima ratnog odjela, Floyd i ostali djelatnici Kongresa nagovarali su predsjednika Buchanana da ne naoružava južnjačke utvrde, a upravo je to bila odredba Konfederacije.
U svibnju 1861. godine glavnim gradom Konfederacije postao je Richmond (Virginia). Pet dana kasnije, Davis je proširio stupanj izvanrednog stanja na Norfolk i Portsmouth (Virginia) kako bi uključio područja u okolici deset milja iza Richmonda. Dana 22. veljače 1862. (na dan rođenja Georgea Washingtona) obavljena je Davisova inauguracija kao službenog predsjednika čiji bi mandat trajao šest godina, a koji je izabran u studenom 1861. godine.
U svom prvom obraćanju naciji nakon izbora, predsjednik Abraham Lincoln pokušao je zadržati širenje Konfederacije. Kako bi umirio sve učestalije pozive na odcjepljenje robovlasničkih država, uvjerio je pogranične države da će ropstvo opstati u onim državama u kojima već postoji te je predložio trinaesti amandman u Ustavu – "Corwinov amandman" – koji se u to vrijeme nalazio u fazi raspravljanja, a koji bi pružio neopozivu ustavnu zaštitu ropstva u državama koje se opredijele za robovlasništvo.
Novoosnovana administracija Konfederacije smatrala je ispravnom politiku nacionalnog teritorijalnog integriteta nastavivši ranije pokušaje država iz 1860. i rane 1861. godine kojima se prisutnost vlade SAD-a željela maknuti iz njihovih granica. Takva politika uključivala je preuzimanje unionističkih sudova, pošte i, što je najvažnije, oružarnica i vojnih utvrda. Ali nakon zauzimanja utvrde Fort Sumter od strane Konfederacije u travnju 1861. godine, Lincoln je pozvao 75 tisuća vojnih trupa iz raznih država koje su se nalazile pod njegovim autoritetom. Svrha okupljanja vojske bila je ponovno zauzimanje američkog teritorija diljem Juga jer Kongres Unije nikada nije odobrio njihovo odcjepljenje. Pružanje otpora u utvrdi Sumter označilo je njegovu promjenu politike koju je do tada provodila sada već bivša Buchananova administracija. Takav Lincolnov vojni odgovor dignuo je kompletnu naciju na noge i uzburkao emocije. Ljudi sa Sjevera i Juga zahtijevali su rat, a stotine tisuća mladića požurile su prijaviti se u vojsku. Nakon tih događaja još četiri države proglasile su svoje odcjepljenje (Virginia, Sjeverna Karolina, Tennessee i Arkansas) dok je država Kentucky ostala "neutralnom".

### Odcjepljenje
Oni koji su podupirali odcjepljenje smatrali su da je Ustav SAD-a bio samo ugovor između država koji se mogao odbaciti u bilo koje vrijeme bez prethodnih konzultacija i da svaka država ima vlastito pravo na odcjepljenje. Nakon energičnih debata i glasanja, sedam južnjačkih robovlasničkih država proglasilo je svoje odcjepljenje u veljači 1861. godine (prije nego što je Abraham Lincoln došao u ured predsjednika), dok su pokušaji odcjepljenja u ostalih osam robovlasničkih država privremeno propali. Delegati iz tih sedam država oformili su Konfederaciju Američkih Država u veljači 1861. godine i izabrali Jeffersona Davisa kao privremenog predsjednika. Pokušaj Unionista o ponovnom ujedinjenju propao je i Davis je započeo skupljati vojsku koja je imala sto tisuća muškaraca.

#### Države
Sedam država proglasilo je odcjepljenje od Sjedinjenih Američkih Država prije nego što je Lincoln preuzeo ured predsjednika 4. ožujka 1861. godine. Nakon napada Konfederacije na utvrdu Sumter 12. travnja 1861. godine i Lincolnovog kasnijeg vojnog poziva (15. travnja), još četiri države proglasile su svoje odcjepljenje.
Država Kentucky proglasila je neutralnost, ali nakon što su u nju ušle konfederalne trupe vlada je zatražila pomoć Unije kako bi ih istjerala. Rascijepljena vlada Konfederacije premjestila se kako bi obuhvatila zapadne konfederalne vojne jedinice i nikada nije u cijelosti kontrolirala vlastitu populaciju.
Dana 31. listopada 1861. godine u državi Missouri ostatak privremene vlade Konfederacije donio je odluku o odcjepljenju. Konfederalna vlada, međutim, nije mogla kontrolirati veći dio teritorija te države. Prvo je glavnim gradom proglasila Neosho, a zatim Cassville prije nego što je istjerana iz države. Ostatak rata Konfederativna vlada države Missouri djelovala je u prognanstvu iz grada Marshall u Teksasu.
Države Kentucky i Missouri u Lincolnovom Proglasu o emancipaciji nisu prozvane pobunjeničkim državama. S druge strane, Konfederacija je također polagala prava na te dvije države, odobrivši im kongresno predstavništvo i dodavši njihove dvije zvjezdice na svoju državnu zastavu.
Slijedi popis konfederalnih država s datumima proglašenja njihovog odcjepljenja od ostatka SAD-a:
| Država                          | Separatistička ili državna zastava | Odcjepljenje od Unije | Primanje u Konfederaciju | Ponovno zastupljena u Kongresu SAD-a                 |
| ------------------------------- | ---------------------------------- | --------------------- | ------------------------ | ---------------------------------------------------- |
| Južna Karolina                  |                                    | 20. prosinca 1860.    | 4. veljače 1861.         | 9. srpnja 1868.                                      |
| Mississippi                     |                                    | 9. siječnja 1861.     | 4. veljače 1861.         | 23. veljače 1870.                                    |
| Florida                         |                                    | 10. siječnja 1861.    | 4. veljače 1861.         | 25. lipnja 1868.                                     |
| Alabama                         |                                    | 11. siječnja 1861.    | 4. veljače 1861.         | 13. srpnja 1868.                                     |
| Georgia                         |                                    | 19. siječnja 1861.    | 4. veljače 1861.         | 21. srpnja 1868. 15. srpnja 1870.                    |
| Louisiana                       |                                    | 26. siječnja 1861.    | 4. veljače 1861.         | 9. srpnja 1868.                                      |
| Teksas                          |                                    | 1. veljače 1861.      | 2. ožujka 1861.          | 30. ožujka 1870.                                     |
| Virginia                        |                                    | 17. travnja 1861.     | 7. svibnja 1861.         | 26. siječnja 1870.                                   |
| Arkansas                        |                                    | 6. svibnja 1861.      | 18. svibnja 1861.        | 22. lipnja 1868.                                     |
| Sjeverna Karolina               |                                    | 20. svibnja 1861.     | 21. svibnja 1861.        | 4. srpnja 1868.                                      |
| Tennessee                       |                                    | 8. lipnja 1861.       | 2. srpnja 1861.          | 24. srpnja 1866.                                     |
| Missouri (vlada u izbjeglištvu) |                                    | 31. listopada 1861.   | 28. studenog 1861.       | Missouri je čitavo vrijeme bio zastupljen u Kongresu |
| Kentucky (vlada u izbjeglištvu) |                                    | 20. studenog 1861.    | 10. prosinca 1861.       | Kentucky je čitavo vrijeme bio zastupljen u Kongresu |

U državi Virginia naseljeni okruzi uzduž granica s državama Ohio i Pennsylvania odbijale su Konfederaciju. Unionisti su održali konvenciju u Wheelingu u lipnju 1861. godine i etablirali "obnovljenu vladu", ali regija je u konačnici ostala duboko podijeljena. U 50 orkruga koje će kasnije tvoriti državu Zapadnu Virginiju, glasači iz 24 orkruga na referendumu su glasali za odcjepljenje od Virginije dana 23. svibnja. Godine 1860. na predsjedničkim izborima "ustavni demokrat" Breckenridge pobijedio je "ustavnog unionistu" Bella u svih 50 okruga za 1900 glasova odnosno 44 % naprema 42 %. Bez obzira na učestale rasprave između povjesničara oko izborne procedure i pojedinačnih rezultata po orkruzima, obje strane u konačnici su unovačile preko 20 tisuća vojnika za obje strane konflikta. Predstavnici iz svih okruga sjedili su u državnim zakonodavnim tijelima tijekom rata i u Wheelingu i u Richmondu.
Neki okruzi u istočnom Tennesseeju pokušali su se odcijepiti od Konfederacije, ali im je izvanrednim stanjem to zabranjeno. Premda su države Delaware i Maryland bile robovlasničke, one nisu proglasile odcjepljenje, jer su građani u tim državama bili snažno rastrgani na obje strane. Ipak, vojni puk države Maryland borio se kao dio Leejeve vojske u sjevernoj Virginiji. Delaware nikada nije poslao vojne trupe na stranu Konfederacije, ali također nije emancipirao robove kao što su to učinile države Missouri i Zapadna Virginia. Građani okruga Columbia također nisu pokušali odcjepljenje.

#### Teritoriji
Stanovnici u Mesilli i Tucsonu u južnom dijelu tadašnjeg teritorija Novi Meksiko organizirali su konvenciju za odcjepljenje, a na glasanju održanom 16. ožujka 1861. godine izglasano je pridruživanje Konfederaciji te je novim teritorijalnim guvernerom postao Lewis Owings. Pobijedili su u bitci za Mesillu i etablirali teritorijalnu vladu s Mesillom kao glavnim gradom. Konfederacija je 14. veljače 1862. godine proglasila svojim teritorijem područje Arizone sjeverno od 34. paralele. Marcus H. MacWillie radio je kao delegat u oba Konfederativna kongresa. Godine 1862. pokušaj Konfederacije u Novom Meksiku da zauzme sjeverni dio američkog teritorija je propao pa je konfederativna teritorijalna vlada otišla u progonstvo te se alocirala u gradu San Antonio (država Teksas).
Nakon što su SAD evakuirale federalne utvrde, pristalice Konfederacije u zapadnom trans-Mississippiju zahtijevali su dijelove američkog indijanskog teritorija. Preko polovice američkih indijanskih trupa koje su sudjelovale u građanskom ratu iz indijanskog teritorija bili su pobornici Konfederacije; iz svakog plemena po jedan general nalazio se u vojnoj službi skupa sa svojim trupama. Dana 12. srpnja 1861. godine vlada Konfederacije potpisala je mirovni sporazum s indijanskim plemenima Choctaw i Chickasaw. Nakon nekoliko bitaka sjevernjačke trupe brzo su se vratile na navedene teritorije.
Američko indijansko vijeće nikada službeno nije odobrilo pristupanje indijanskog teritorija Konfederaciji, ali poput država Missouri i Kentucky, pet civilizacijskih naroda imali su svoje predstavnike u Kongresu Konfederacije, a njihovi građani su bili pripadnici regularne konfederalne vojske. Nakon 1863. godine vlade plemena poslale su svoje predstavnike u Kongres Konfederacije: Elias Cornelius Boudinot predstavljalo je pleme Cherokee, a Samuel Benton Callahan predstavljao je plemena Seminole i Creek. Nacija Cherokee stala je uz Konfederaciju, a kao svoje razloge naveli su sjevernjačke povrede Ustava SAD-a, mišljenje da Sjever ratuje protiv ropstva isključivo zbog komercijalnih i političkih interesa te da Sjever samo želi okupirati još više indijanskog teritorija.

#### Glavni gradovi
| Montgomery (Alabama) – prvi glavni grad KDA |  | Montgomery (Alabama) – prvi glavni grad KDA |
| Montgomery (Alabama) – prvi glavni grad KDA |  | Richmond (Virginia) – drugi glavni grad KDA |

U razdoblju od 4. veljače do 29. svibnja 1861. godine glavnim gradom Konfederacije Američkih Država proglašen je Montgomery (Alabama). Upravo u tom gradu prvih šest država osnovalo je KDA dana 8. veljače 1861. godine. Budući da su na tom skupu sjedili i delegati iz Teksasa, ta država smatra se "originalnom sedmom" državom Konfederacije. Međutim, njezini delegati nisu imali pravo glasati prije nego što su u svojoj državi proveli referendum. U Montgomeryju su održana još dva zasjedanja provizornog kongresa sve do 21. svibnja. Tamo je također usvojen i stalni Ustav KDA dana 12. ožujka 1861. godine.
Richmond (Virginia) izabran je za privremeni glavni grad. Potpredsjednik Stephens i ostali proglasili su ga glavnim gradom kako bi ohrabrili ostale pogranične države da slijede Virginiju i pridruže se Konfederaciji. Bio je to politički trenutak u kojem se željelo pokazati "prkos i snagu". Znalo se da će se glavnina rata za južnjačku nezavisnost voditi u Virginiji, ali je ta država također imala i najveću južnjačku vojnu populaciju bijelaca te dovoljnu infrastrukturu, izvore i zalihe potrebne da se izdrži ratno stanje. Politika Davisove administracije bila je: "Mora biti održana pod svaku cijenu."
Richmond je imenovan novim glavnim gradom 30. svibnja 1861. godine i posljednja dva zasjedanja provizornog kongresa održana su upravo u njemu. U državnim i vojnim kampovima 6. studenog 1861. godine izabrani su stalni Kongres Konfederacije te predsjednik Konfederacije. Prvi kongres održao je u Richmondu sveukupno četiri zasjedanja u razdoblju od 18. veljače 1862. do 17. veljače 1864. godine. Drugi kongres održao je dva zasjedanja u razdoblju od 2. svibnja 1864. do 18. ožujka 1865. godine.
Kako se rat odugovlačio, Richmond je postao opterećen s trening kampovima i transferima, logistikom i bolnicama. Cijene su dramatično rasle unatoč nastojanjima vlade da ih na neki način regulira. Jedan od tadašnjih pokreta u kongresu bio je i onaj Henryja S. Footea iz Tennesseeja koji je predložio da se ponovno promijeni glavni grad. Približavanjem unionističkih trupa u rano ljeto 1862. godine, vladine arhive bile su pripremljene za premještaj. Uskoro je kongres odobrio Davisu da raspusti izvršnu ovlast i sazove zasjedanje kongresa u nekim drugim gradovima 1864. godine te ponovno 1865. godine. Nedugo prije kraja rata, vlada Konfederacije napustila je Richmond planirajući se preseliti negdje dublje na jug. Međutim, ti planovi gotovo nikad nisu zaživjeli, jer se u međuvremenu Lee predao u Appomattoxu 9. travnja 1865. godine. Davis i većina njegovog kabineta pobjegla je u Danville (Virginia) koji je kao glavni grad Konfederacije (ujedno i posljednji) trajao otprilike tjedan dana.

#### Unionizam
Unionizam je bio raširen u cijeloj Konfederaciji, pogotovo u planinskim regijama Appalachije i Ozarksa. Unionisti su 1863. godine predvođeni Parsonom Brownlowom i senatorom Andrewom Johnsonom preuzeli kontrolu istočnog Tennesseeja. Također su pokušali preuzeti kontrolu nad zapadnom Virginijom, ali efektivno nikad nisu držali više od polovice okruga koji su u tom trenutku sačinjavali novu državu Zapadnu Virginiju.
Odanici Uniji zauzeli su određena obalna područja Sjeverne Karoline i u početku su ih lokalni unionisti dočekali s odobravanjem. Međutim, to se ubrzo promijenilo nakon što se na okupatore započelo gledati kao na ugnjetavače, radikale i one koji favoriziraju oslobođene robove. Okupatori su se upuštali u paljenje sela, oslobađanje robova i izbacivanje svih onih koji su odbili služiti zakletvama, dok su istovremeno bivši unionisti započeli podržavati misiju same Konfederacije.
Podrška Konfederaciji možda je najslabija bila u Teksasu; Claude Elliott procjenjuje da je tek trećina ukupne populacije aktivno podupirala Konfederaciju. Mnogi unionisti započeli su podržavati Konfederaciju nakon što je rat započeo, ali isto tako mnogi su ostali vjerni svom "unionizmu" i tijekom rata pogotovo u sjevernim okruzima, njemačkim okruzima i meksičkim područjima. Ernest Wallace je napisao: "Nezadovoljna unionistička manjina, premda vrlo značajna u povijesnom gledištu, mora biti sagledavana iz ispravne perspektive budući je tijekom rata velika većina ljudi gorljivo podržavala Konfederaciju..." Randolph B. Campbell nadodaje: "Unatoč stravičnim gubitcima, većina Teksašana nastavila je tijekom rata podupirati Konfederaciju budući su podupirali odcjepljenje". U svojoj analizi teksaške politike tog vremena, Dale Baum se ne slaže s navedenim i ističe: "Ova ideja da se Konfederativni Teksas politički ujedinio protiv svojih sjevernih protivnika više se odnosi na nekakav oblik nostalgične fantazije nego na stvarnost ratnog stanja". On karakterizira povijest teksaškog građanskog rata kao "turobnu priču o rivalstvima koji su se vodili unutar vlade skupa s raširenim nezadovoljstvom koje je sprječavalo efektivnu implementaciju državne ratne politike".
U Teksasu su lokalni službenici šikanirali unioniste i provodili masovne masakre protiv njih i njemačkih doseljenika. U okrugu Cooke uhićeno je 150 ljudi za koje se sumnjalo da su unionisti; 25 ih je bilo linčovano bez suđenja, a 40 obješeno nakon brzog sudskog procesa. Otpor prema vojnom novačenju bio je iznimno raširen, pogotovo među teksašanima njemačkog i meksičkog podrijetla; mnogi pripadnici potonjih pobjegli su u Meksiko. Potencijalni novaci pokušali su se sakriti, ali kada bi ih službenici Konfederacije otkrili mnoge od njih su ubili.
I na sjeveru i na jugu građanske slobode nisu bile velika briga. Lincoln i Davis kažnjavali su neposlušnost. Neely ističe kako je Konfederacija praktički postala policijska država s čuvarima i patrolama, a državni sustav putovnica funkcionirao je tako da su svi trebali službenu dozvolu svaki puta kada su namjeravali putovati. Preko četiri tisuće unionista bilo je zatvoreno bez suđenja.

## Zemljopis
Konfederacija Američkih Država je graničila na sjeveru s SAD, na jugu s Meksikom i Meksičkim zaljevom, a na istoku s Atlantskim oceanom.
Imala je ukupnu površinu (ne računajući države Kentucky i Missouri) 1.995.392 km², i obalu dugačku 4698 km.
Najviši vrh Konfederacije (ne računajući Arizonu i Novi Meksiko) bio je Guadalupe Peak u Texasu, s 2670 metara iznad nadmorske visine.
Većina zemljišta je bila zaštićena, iako su neka iznajmljena za vađenje nafte i plina, vađenje ruda, eksploataciju šuma i za ispašu stoke; 2,4 % se koristilo za vojne potrebe.

### Klima
Glavni dio Konfederacije Američkih Država nalazio se u području vlažne suptropske klime s blagim zimama i dugim, toplim i kišnim ljetima. Neka područja Konfederacije imala su tropsku klimu (Florida), a neka su bila izložena čestim uraganima (države na atlantskoj obali i države Meksičkim zaljevom).

### Vode
Od većih rijeka treba izdvojiti Mississippi, Arkansas i Crvenu rijeku Juga. Istočno od Mississippija, najveće rijeke u Sjevernoj Americi, tlo je uglavnom bilo šumovito.

### Gradovi
Stanovništvo Konfederacije činilo je na popisu 1860. godine 9.103.332 ljudi (uključujući i 3.521.110 robova) i uglavnom su živjeli u ruralnim područjima. New Orleans na jugu zemlje je sa stanovništvom od 168.675 osoba, bio među deset najvećih američkih gradova i najveći u Konfederaciji.
Najveći gradovi
| Br. | Grad        | Savezna država    | Stanovništvo 1860. | Na nivou SAD | Pod kontrolom SAD |
| --- | ----------- | ----------------- | ------------------ | ------------ | ----------------- |
| 1.  | New Orleans | Louisiana         | 168.675            | 6.           | 1862.             |
| 2.  | Charleston  | Južna Karolina    | 40.522             | 22.          | 1865.             |
| 3.  | Richmond    | Virginia          | 37.910             | 25.          | 1865.             |
| 4.  | Mobile      | Alabama           | 29.258             | 27.          | 1865.             |
| 5.  | Memphis     | Tennessee         | 22.623             | 38.          | 1862.             |
| 6.  | Savannah    | Georgia           | 22.292             | 41.          | 1864              |
| 7.  | Petersburg  | Virginia          | 18.266             | 50.          | 1865.             |
| 8.  | Nashville   | Tennessee         | 16.988             | 54.          | 1862.             |
| 9.  | Norfolk     | Virginia          | 14.620             | 61.          | 1862.             |
| 10. | Augusta     | Georgia           | 12.493             | 77.          | 1865.             |
| 11. | Columbus    | Georgia           | 9621               | 97.          | 1865.             |
| 12. | Atlanta     | Georgia           | 9554               | 99.          | 1864.             |
| 13. | Wilmington  | Sjeverna Karolina | 9553               | 100.         | 1865.             |

## Demografije
Podatci prema popisu iz 1860. godine, tj. zadnji popis prije građanskog rata.
| Savezna država    | Ukupno stanovništvo | Ukupan broj robova | Ukupan broj kućanstva | Ukupan broj slobodnog stanovništva | Ukupan broj robovlasnika | Postotak robovlasnika | Postotak robova | Ukupan broj slobodnih afroamerikanaca |
| ----------------- | ------------------- | ------------------ | --------------------- | ---------------------------------- | ------------------------ | --------------------- | --------------- | ------------------------------------- |
| Alabama           | 964.201             | 435.080            | 96.603                | 529.121                            | 33.730                   | 6 %                   | 45 %            | 2690                                  |
| Arkansas          | 435.450             | 111.115            | 57.244                | 324.335                            | 11.481                   | 4 %                   | 26 %            | 144                                   |
| Florida           | 140.424             | 61.745             | 15.090                | 78.679                             | 5152                     | 7 %                   | 44 %            | 932                                   |
| Georgia           | 1.057.286           | 462.198            | 109.919               | 595.088                            | 41.084                   | 7 %                   | 44 %            | 3500                                  |
| Louisiana         | 708.002             | 331.726            | 74.725                | 376.276                            | 22.033                   | 6 %                   | 47 %            | 18.647                                |
| Mississippi       | 791.305             | 436.631            | 63.015                | 354.674                            | 30.943                   | 9 %                   | 55 %            | 773                                   |
| Sjeverna Karolina | 992.622             | 331.059            | 125.090               | 661.563                            | 34.658                   | 5 %                   | 33 %            | 30.463                                |
| Južna Karolina    | 703.708             | 402.406            | 58.642                | 301.302                            | 26.701                   | 9 %                   | 57 %            | 9914                                  |
| Tennessee         | 1.109.801           | 275.719            | 149.335               | 834.082                            | 36.844                   | 4 %                   | 25 %            | 7300                                  |
| Texas             | 604.215             | 182.566            | 76.781                | 421.649                            | 21.878                   | 5 %                   | 30 %            | 355                                   |
| Virginia1         | 1.596.318           | 490.865            | 201.523               | 1.105.453                          | 52.128                   | 5 %                   | 31 %            | 58.042                                |
| Ukupno            | 9.103.332           | 3.521.110          | 1.027.967             | 5.582.222                          | 316.632                  | 6 %                   | 39 %            | 132.760                               |

1Uključujući Zapadne Virginije
| Starost                        | 0 – 14 godina | 15 – 59 godina | 60 godina ili više |
| ------------------------------ | ------------- | -------------- | ------------------ |
| muški bijelci                  | 43 %          | 52 %           | 4 %                |
| ženski bijelci                 | 44 %          | 52 %           | 4 %                |
| muški robovi                   | 44 %          | 51 %           | 4 %                |
| ženski robovi                  | 45 %          | 51 %           | 3 %                |
| slobodni muški afroamerikanci  | 45 %          | 50 %           | 5 %                |
| slobodni ženski afroamerikanci | 40 %          | 54 %           | 6 %                |
| Ukupno                         | 44 %          | 52 %           | 4 %                |

Prema popisu iz 1860. godine, u državama konfederacije (uključujući Zapadne Virginije) je živjelo 9.103.332 stanovnika. Žene su činile 50,80 % stanovništva, a muškarci 49,20 %.

## Gospodarstvo

### Karakteristike
Gospodarstvo konfederalnih država počivalo je na poljoprivrednoj proizvodnji plantažnog tipa. Na plantažama na kojima su radili robovi, uzgajao se pamuk, riža, duhan, šećerna trska i kukuruz. Koliki je bio udio poljoprivrede u gospodarstvu južnjačkih država najbolje govori podatak da su u ukupnoj industrijskoj proizvodnji SAD južne države učestvovale sa svega 10 %, dok je u vojnoj industriji taj odnos bio znatno manji i iznosio je tek 3 %. Međutim, ogromne plantaže i besplatna radna snaga donosile su ogromne dobitke južnim državama. Tako su 1860. godine buduće članice Konfederacije ostvarivale BDP od oko 155 milijuna američkih dolara, čime su bile na 4. mjestu svjetskih ekonomija.
Iako je industrijska proizvodnja na jugu bila zanemariva u odnosu na ostatak Sjeverne Amerike, udio južnih država u ukupnom američkom izvozu premašivao je 70 %, a najvažniji izvozni proizvod je bio pamuk na čijoj proizvodnji su južnjačke države imale gotovo monopolistički položaj u globalnim okvirima. Kasnije je Konfederacija koristila svoj monopolizam u proizvodnji i prodaji poljoprivrednih proizvoda kao vid pritiska na neke europske države da priznaju njenu neovisnost od Unije. Godine 1860. engleska tekstilna industrija je čak 80 % sirovina za svoj rad uvozila iz južnih američkih država (a skoro cijeli uvoz je išao preko liverpoolske luke).

### Kriza
Veliki gospodarski udarac je doživjela nakon gubitka grada New Orleansa, koji je služio kao glavna izvozna luka za pamuk. Uvedena je pomorska blokada, izvoz je gotovo prekinut, a s tim i inostrana kreditiranja. Vlada Konfedracije je počela da štampa novac bez pokrića, a tijekom rata tiskano je ukupno 1,7 milijardi dolara takvog novca. Tako je krajem rata 1 konfederalni dolar imao vrijednost od svega 1 centa po zlatnom ekvivalentu, odnosno 50 centi u odnosu na USD.
Tijekom trajanja rata proizvodnja pamuka je s predratnih 4,5 milijuna bala (svaka teška po 500 funti, ili 226,7 kg) pala na svega 300 tisuća bala. Nekadašnje plantaže pamuka zamijenile su žitarice i povrće čijim uzgojem je trebao biti riješen nedostatak prehrambenih proizvoda, koji je nastao usred pada proizvodnje i gospodarstvene krize.
Protekcionistički sistem oporezivanja koji je izvršila savezna vlada favorizirajući tvrtke sa sjevera, bio je jedan od glavnih povoda za odcjepljenje južnih država. Zbog toga je Ustav Konfederacije garantirao jedinstven sistem oporezivanja za sve proizvode, bez favoriziranja jednih nad drugim. Carine na uvoz proizvoda iz drugih zemalja iznosile su do 10 % vrijednosti proizvoda, dok su porezi na uvoz proizvoda iz Sjedinjenih Država bile i do nekoliko puta više.

### Inflacija
Inflacija je bila izuzetno visoka i tijekom građanskog rata dostigla je vrijednosti hiperinflacije od čak 4000 %. Radi usporedbe, u istom tom razdoblju cijene na sjeveru su porasle za oko 60 %.

### Novac
Valuta KDA bio je dolar konfederacije koji je tijekom građanskog rata doživio višestruku devalvaciju pošto su svi bankarski depoziti u zlatu i srebru koji su vezani za dolar potrošeni u Europi za oružje. Centralna vlada je bila zadužena isključivo za izdavanje kovanog novca, dok su organi vlasti država članica Konfederacije bili zaduženi za tiskanje papirnog novca. Krajem rata je zbog nedostatka plemenitih metala došlo je do potpunog prekida proizvodnje kovanog novca.

## Državni simboli

### Zastave

#### Prva zastava
- Prva državna zastava Konfederacije ("Zvijezde i poluge") sa 7 zvijezda (4. svibnja 1861. – 21. svibnja 1861.)
- Prva državna zastava ("Zvijezde i poluge") sa 9 zvijezda (21. svibnja 1861. – 2. srpnja 1861.)
- Prva državna zastava ("Zvijezde i poluge") sa 11 zvijezda (2. srpnja 1861. – 28. studenoga 1861.)

#### Druga i treća zastava
- Druga državna zastava ("Neuprljani stijeg"),
(1. svibnja 1863. – 4. ožujka 1865.)
- Treća državna zastava ("Krvlju obojan stijeg"), od 4. ožujka 1865.

### Grb
- Veliki grb (1863. – 1865.)
- Digitalizirani prikaz grba
- Grb na novčanici iz 1864. godine

## Politika

### Politički vođe Konfederacije
- Jefferson Davis
- Alexander Hamilton Stephens
- Robert Augustus Toombs
- John Cabell Breckinridge
- Judah Philip Benjamin
- Christopher Gustavus Memminger
- John Slidell
- William Lowndes Yancey
- Howell Cobb

## Vojska
Vojska Konfederacije osnovana je 6. ožujka 1861. kako bi branila novoutemeljenu državu tijekom Američkog građanskog rata. Procjenjuje se da se oko 1,500.000 ljudi tijekom rata borilo na strani vojske Konfederacije. Točan broj ljudi koji su služili u vojsci nemoguće je ustanoviti zbog nepotpunih ili uništenih arhiva i zapisa.
Glavne vojske Konfederacije bile su: Vojska Sjeverne Virginije (eng. Army of Northern Virginia) pod komandom generala Roberta Leeja, kao i ostaci Vojske Tennesseeja i raznih drugih postrojba pod zapovjedništvom generala Josepha Johnstona. Sve do pred kraj rata vojska nije imala službenog vojnog zapovjednika ili načelnika glavnog stožera. Predsjednik Jefferson Davis i sam bivši časnik američke vojske i tajnik rata SAD, bio je Vrhovni zapovjednik. Robert Lee je bio službeno izabran za generala vojske aktom Kongresa Sjedinjenih Američkih Država (23. siječnja 1865.), a služio u tom svojstvu od 31. siječnja do 9. travnja 1865.
U zadnjim mjesecima američkog građanskog rata, Lee je razmatrao plan da naoruža negroidne robove Juga da bi popunio redove južnjačke vojske, ali plan nije došao na vrijeme za spas Konfederacije.
Johnny Reb ili Johnny Rebel bio je personifikacija vojske Juga i uopće simbol svih južnih država SAD, obično je prikazan kao vojnik s puškom i zastavom Konfederacije.

### Vojskovođe Konfederacije
- Braxton Bragg
- P.G.T. Beauregard
- Nathan Bedford Forrest
- Thomas Jonathan Jackson
- Joseph Eggleston Johnston
- Albert Sidney Johnston
- Robert Edward Lee
- James Longstreet
- Joseph Orville Shelby
- J.E.B. Stuart
- Henry Hopkins Sibley

## Vanjske poveznice
- | Logotip Zajedničkog poslužitelja | Zajednički poslužitelj ima još gradiva o temi Konfederacija Američkih Država |
- Ustav Konfederacije Arhivirana inačica izvorne stranice od 17. rujna 2012. (Wayback Machine)
- Povijest Konfederacije
- Dokumenti Konfederativnih Država Amerike  Arhivirana inačica izvorne stranice od 4. travnja 2004. (Wayback Machine)